# Ternuvate, Peatîhatkî
Ternuvate (în ucraineană Тернувате) este un sat în comuna Saiivka din raionul Peatîhatkî, regiunea Dnipropetrovsk, Ucraina.

## Demografie
Componența lingvistică a localității Ternuvate
     Ucraineană (90,83%)
     Belarusă (4,17%)
     Română (2,5%)
     Rusă (1,67%)
     Alte limbi (0,83%)
Conform recensământului din 2001, majoritatea populației localității Ternuvate era vorbitoare de ucraineană (90,83%), existând în minoritate și vorbitori de belarusă (4,17%), română (2,5%) și rusă (1,67%).